# Коэн, Джонатан (дирижёр)
Джонатан Коэн (англ. Jonathan Cohen) — английский дирижёр и виолончелист. Специализируется на старинной европейской музыке.

## Биография
Обучался игре на виолончели в Royal Northern College у Эммы Ферран и в кембриджском Clare College, который закончил в 2000 году. Считается одним из наиболее ярких виолончелистов современной Великобритании. Выступает как солист с Шотландским и Лондонским камерными оркестрами, играл на виолончели в ансамблях старинной музыки «The King’s Consort», «Оркестр века Просвещения» и «Gabrieli Consort». Коэн был одним из создателей лондонского Гайдн-квартета. Создатель «Picander Ensemble», исполняющего музыку Шумана, Дворжака, Моцарта и Энеску. Как виолончелист гастролировал в Европе и США.
Джонатан Коэн является художественным руководителем и главным дирижёром ансамбля старинной музыки «Arcangelo», который он создал в 2010 году, а также дирижёром-ассистентом Уильяма Кристи в ансамбле «Les Arts Florissants».
В качестве приглашенного дирижёра Джонатан Коэн работал с Камерным оркестром имени Г. Малера, Симфоническим оркестром Английской национальной оперы, и оркестром Академии Святого Мартина в полях. Наряду с репертуаром эпохи барокко музыкант с успехом дирижирует произведениями Моцарта и Бетховена. Коэн постоянно сотрудничает с Глайндборнским фестивалем, по его приглашению дирижировал операми Моцарта, Рамо и Монтеверди. С ансамблем «Les Arts Florissants» с успехом выступал во Франции, гастролировал в Австрии и Германии. В июне 2014 года с этим оркестром выступил в Концертном зале Мариинского театра с программой из произведений Жана Филиппа Рамо, созданных в 1730-е годы, и, вероятно, звучавших в Салоне покровителя композитора Александра Жана-Жозефа Ле Риша де ла Пуплиньера. Является художественным руководителем Tetbury Music Festival.

## Избранные звукозаписи
- «Enchanted Forest». Anna Prohaska, Arcangelo, Jonathan Cohen. Archiv Produktion.
- Handel: «Finest Arias for Base Voice». Christopher Purves, Arcangelo, Jonathan Cohen. Hyperion Records.
- «Amoretti». Christiane Karg, Arcangelo, Jonathan Cohen. Berlin Classics.
- «Arias for Guadagni», Iestyn Davies, Arcangelo, Jonathan Cohen. Hyperion Records.
- Porpora: «Cantatas», Iestyn Davies, Arcangelo, Jonathan Cohen. Hyperion Records.
- Monteverdi: Madrigals Of Love and Loss. Jonathan Cohen, James Gilchrist, Arcangelo. Hyperion Records: CDA68019

## Награды
- 2012 год — премия Gramophone за диск «Enchanted Forest»[3].